# Regierungshauptsekretär
Regierungshauptsekretär (RHS) ist in Deutschland die Amtsbezeichnung eines Beamten im mittleren Dienst in der Bundes- oder Landesverwaltung im zweiten Beförderungsamt. Im mittleren technischen Verwaltungsdienst des Bundes lautet die Amtsbezeichnung Technischer Regierungshauptsekretär (TRHS).

## Besoldung
Das Amt wird mit der Besoldungsgruppe A 8 nach der Bundesbesoldungsordnung des Bundesbesoldungsgesetzes alimentiert und entspricht somit besoldungsrechtlich einem Polizeiobermeister bzw. einem Hauptfeldwebel der Bundeswehr.

## Ausbildung
Regierungshauptsekretäre haben in der Regel den zweijährigen Vorbereitungsdienst (Laufbahnausbildung) für den mittleren Dienst abgeschlossen und wurden aufgrund einer guten dienstlichen Beurteilung vom Regierungsobersekretär (ROS) zum Regierungshauptsekretär befördert.

## Dienststellung in einer Behörde
Regierungshauptsekretäre nehmen in der Funktion als Bürosachbearbeiter meist einfachere Aufgaben wie Geschäfts- oder Vorzimmertätigkeiten wahr und sind oftmals einem Beamten des gehobenen Dienstes unmittelbar unterstellt.

## Beförderungsämter
Beförderungsamt ist Regierungsamtsinspektor (A 9) und stellt sowohl das Endamt der Laufbahngruppe des mittleren Dienstes als auch das Verzahnungsamt mit der Besoldungsgruppe A 9 (Regierungsinspektor) des gehobenen Dienstes dar.